# Département de Kaniasso
Le département de Kaniasso est un département de Côte d'Ivoire. 